# Christopher Jackson
Christopher Neal Jackson (Metropolis, 30 settembre 1975) è un attore, cantante e compositore statunitense, attivo in campo teatrale e televisivo.

## Biografia
Ha studiato all'American Music and Dramatic Academy. Ha recitato e cantato in diversi musical e operette, tra cui Il Re Leone (Broadway, 2005), Candide (New York, 2005), Patience (New York, 2005), In the Heights (Off Broadway, 2007; Broadway, 2008), Dreamgirls (St. Louis, 2012), After Midnight (Broadway, 2012), Holler If Ya Hear Me (Broadway, 2014) e Hamilton (Off Broadway e Broadway, 2015). Ha recitato in diverse serie TV, tra cui Oz e Bull, e ha composto parte della colonna sonora per Sesame Street.

## Filmografia (parziale)

### Cinema
- Tracers, regia di Daniel Benmayor (2015)
- Hamilton, regia di Thomas Kail (2020)
- Sognando a New York - In the Heights (In the Heights), regia di Jon M. Chu (2021)
- Tick, Tick... Boom!, regia di Lin-Manuel Miranda (2021)

### Televisione
- Oz – serie TV, 5 episodi (2003)
- Fringe – serie TV, episodio 1x16 (2009)
- Nurse Jackie - Terapia d'urto (Nurse Jackie) – serie TV, episodio 2x06 (2010)
- White Collar – serie TV, episodio 2x05 (2010)
- Person of Interest – serie TV, episodio 3x14 (2014)
- The Good Wife – serie TV, episodio 6x10 (2014)
- Bull – serie TV, 125 episodi (2016-2022)
- When They See Us, regia di Ava DuVernay – miniserie TV, puntata 2 (2019)
- And Just Like That... – serie TV, 25 episodi (2021-2025)

## Doppiatori italiani
Nelle versioni in italiano delle opere in cui ha recitato, Christopher Jackson è stato doppiato da:
- Davide Marzi in Person of Interest
- Franco Mannella in Bull
- Massimo Bitossi in And Just Like That...